# Schmiedeknechtia brevicornis
Schmiedeknechtia brevicornis là một loài Hymenoptera trong họ Apidae. Loài này được Schwarz mô tả khoa học năm 1993.